# Vincent Homer McFarlane
Sir Vincent Homer McFarlane (* 4. März 1914 in Brooklyn; † 11. März 2006 in Toronto, Kanada) war ein jamaikanischer Diplomat.

## Leben
Vincent Homer McFarlane war der Sohn von Clarabel Thomasine Blair und Samuel Baker McFarlane. Von 1924 bis 1931 besuchte er das Cornwall College in Montego Bay, Jamaika. Von 1931 bis 1934 wurde er bei der Bank of Nova Scotia, in Savanna-la-Mar, beschäftigt. 1934 trat er in den Dienst der Kolonialbehörde. Am 9. August 1944 heiratete er Alice Jean McNeil-Smith. Ihre Tochter hieß Hilary Anne, ihr Sohn John Vincent. Von 1947 bis 1948 absolvierte er den Overseas Officers Kurs am Rhodes House in Oxford und an der Universität London. Von 1950 bis 1953 war er Verwaltungsbeamter in der Kolonialbehörde. 1953 wurde er mit der Queen Elizabeth II Coronation Medal ausgezeichnet. Von 1954 bis 1957 war er Permanent Secretary im Ministry of Agriculture & Lands in Kingston, Jamaika. Von 1956 bis 1957 war er Fellow des Economic Development Institute in Washington, D.C. 1957 wurde er in den Order of the British Empire aufgenommen und zu Silvester 1960 zum Commander Companion befördert. 1962 wurde er mit der jamaikanischen Unabhängigkeitsmedaille dekoriert. Am 6. August 1962 wurde er zum Gesandten des auswärtigen Amtes nach Washington, D.C. befördert, wo er als Geschäftsträger die jamaikanische Botschaft eröffnete und leitete. Von 1965 bis 1969 war er Hochkommissar in Ottawa. 1969 war er Botschafter in Panama-Stadt. Von 1970 bis 1972 war er Botschafter in Bonn und war auch in Brüssel und Den Haag akkreditiert. Am 24. März 1971 wurde er vom luxemburgischen Großherzog Jean zur Entgegennahme seines von Elisabeth II. ausgestellten Akkreditierungsschreibens empfangen. 1972 war er permanent Secretary of the Ministry of Foreign Affairs (beamteter Staatssekretär im Außenministerium).